# Groovie Ghoulies
Groovie Ghoulies - американская поп панк группа из Сакраменто Калифорния, которая вдохновлялась фильмами ужасов. Имя группы происходит от телесериала семидесятых "Groovie Goolies", который является спинофф сериала "Сабрина юная ведьма" (который в свою очередь является спинофф "Шоу Чарли")

## История
Состав значительно изменялся на протяжении карьеры группы, но басист и вокалист Джеф Александр (под псевдонимом Кепи) оставался неизменным ее участником. Вокалистка - Рошель (под псевдонимом Роач), она же жена Кепи, так же долгое время являлась ее участницей. Музыка The Groovie Ghoulies лучше всего может быть охарактеризована как поп-панк с сильным влиянием ранних панк групп - Ramones и The Dickies, гаражного рока 60-х, таких групп, как The Troggs и The Monkees и рон'н'ролл исполнителей 50-х - Чак Берри, Джерри Ли Льюиса. На проятяжении своей карьеры группа записывала кавер-версий песен Даниеля Джонсона и Нила Даймонд, так же сильно повлиявших на их творчество как и выше перечисленные исполнители.
The Groovie Ghoulies сообщили о своем распаде в мае 2009-го, всего за несколько дней до релиза их студийного альбома 99 Lives. Причиной распада стали сложности внутри коллектива, вызванные разводом Кепи и Роач.
В 2008 году были выпущены два трибьют-альбома. Оба альбома Let's Go Ghoulie записанный на US-based Knowhere Records и When The Kids Go Go Go Crazy записанный на Kamikaze Records (Germany) просалвились в Европе и Северной Америке.

## Бывшие участники группы
- Джефф (кепи) Александр - бас, вокал (оригинал и окончательный состав)
- Рошель (Роач) Спармен - гитара, бэк-вокал (окончательный состав)
- Скампи - барабаны, бэк-вокал (окончательный состав)
- Джон (Родж) Роджерс - гитара (оригинальный состав)
- Геолин Карвин - гитара, бэк-вокал (оригинальный состав)
- Джон (Ветти) Веттер - бас (оригинальный состав)
- Джон Филлип (Джонни) Соса - барабаны (оригинальный состав)
- Джон Харрис - ударные
- Дэн (паника) Салливан - ударные
- Венди Пауэлл - ударные, бэк-вокал
- Б-лицый крыс - бас
- Мэтт К. Шрагг - барабаны
- Яз Браун - ударные
- Дэн Рейносо (Дэнни секреция) - барабаны
- Джейсон Патроне - бас (ушел через 2 недели)
- Скид Джонс - гитара
- Эми - Барабаны
- Брайан - Барабаны
- Дэйв - Барабаны
- Андрю - гитара

## Дискография

### Альбомы
| Год  | Название альбома          | Лейбл                                     | Формат | Другая информация |
| 1989 | Appetite for Adrenochrome | Crimson Corpse Records                    | LP/CD  | Первый альбом. Переиздан в 1996 году на Lookout! Records, в 2003 году Springman Records, и Green Door Records, Eccentric Pop Records 2015 году. |
| 1994 | Born in the Basement      | Green Door Records                        | LP/CD  | Переиздан в 1996 году на Lookout! Records и в 2004 году Springman Records.                                                                      |
| 1996 | World Contact Day         | Смотровая! Записи                         | LP/CD  | Переиздан в 2002 году Springman Records. |
| 1997 | Re-Animation Festival     | Смотровая! Записи                         | LP/CD  | Повторно выпущенный в 2003 году Springman Records.                                                                                              |
| 1999 | Fun in the Dark           | Смотровая! Записи                         | LP/CD  | Повторно выпущенный в 2003 году Springman Records.                                                                                              |
| 2000 | Travels With My Amp       | Смотровая! Записи                         | LP/CD  | |
| 2002 | Go! Stories               | Stardumb Записи                           | LP/CD  | Повторно выпущенный с бонус-треками в 2002 году Green Door Records.                                                                             |
| 2003 | Monster Club              | Stardumb Записи                           | CD     | Переиздан в 2004 году Green Door Records. |
| 2007 | 99 Lives                  | Green Door Records                        | CD     | Последний альбом. |
| 2014 | Flying Saucer Rock'N'Roll | Green Door Records, Eccentric Pop Records | LP/CD  | Первые три семидюймовки переиздания на полноценный LP.                                                                                          |

### Мини-альбомы
| Год  | Название альбома                     | Лейбл                     | Формат | Другая информация                                             |
| ---- | ------------------------------------ | ------------------------- | ------ | ------------------------------------------------------------- |
| 1997 | "Планета Брайан Джонс"               | Supersonic RefrigeRecords | 7"     | Итальянское издание.                                          |
| 2001 | Freaks on Parade                     | Stardumb Records          | CD     | Повторно выпущен на виниле на Surfin' Ki Records в 2014 году. |
| 2001 | Summer Fun with the Groovie Ghoulies | Green Door Records        | CD     | Компакт диск с журналом.                                      |
| 2002 | Summer Fun 2002                      | Green Door Records        | CD     | Компакт диск с журналом.                                      |
| 2005 | Berry'd Alive                        | Green Door Records        | CD/10" | Кавер-версии песен Чака Берри.                                |

### Синглы
| Год  | Название альбома             | Лейбл                     | Формат | Другая информация                                                  |
| ---- | ---------------------------- | ------------------------- | ------ | ------------------------------------------------------------------ |
| 1986 | "Flying Saucer"              | Crimson Corpse Records    | 7"     | Первое издание.                                                    |
| 1988 | "Don't Go Out Into the Rain" | Crimson Corpse Records    | 7"     | Сторона B: Dead Moon/Clild of the Moon                             |
| 1988 | "Armageddon 2000"            | Crimson Corpse Records    | 7"     |                                                                    |
| 1990 | "Hello Hello"                | Crimson Corpse Records    | 7"     |                                                                    |
| 1992 | "Lost Generation"            | Gift of Life              | 7"     |                                                                    |
| 1992 | "Christmas on Mars"          | Crimson Corpse Records    | 7"     |                                                                    |
| 1995 | "The Beast With 5 Hands"     | Green Door Records        | 7"     |                                                                    |
| 1996 | "Island of Pogo-Pogo"        | Looout! Records           | 7"     | Lookout No. 146 сторона Б:"Gates of Steel"                         |
| 1997 | "Magic 8 Ball"               | What Else?                | 7"     |                                                                    |
| 1997 | "Run With Bigfoot"           | Lookout! Records          | CD/ 7" | Lookout No. 177                                                    |
| 1997 | "Graveyard Girlfriend"       | Lookout! Records          | 7"     | Сторона B: Trick or Treat (Чак Берри)/Devil Town (Дэниэл Джонстон) |
| 2000 | "Vampire Girl"               | Supersonic RefrigeRecords | 7"     | Пластинка с фото итальянское издание.                              |

### Совместные альбомы
| Год  | Название альбома       | Лебл              | Формат | Другая информация                                                                                                 |
| ---- | ---------------------- | ----------------- | ------ | --- |
| ??   | Cake Spirit            |                   | 7"     | Groovie Ghoulies/The Spazzys/Dazes/Mach Pelican                                                                   |
| 1997 | 3 for the Price of One | Sell Out          | 7"     | Groovie Ghoulies/Wankin' Teenagers/Receivers split                                                                |
| 1998 | Chronic for the Troops | Delmonico         | CD/7"  | Совместно с Chixdiggit!                                                                                           |
| 1998 | "Funny Funny"          | Gearhead Records  | 7"     | RPM No. 007 - b/w The Donnas "Wig-Wam Bam"                                                                        |
| 1999 | Wedding Invitation     | What Else ?       | 12"    | Винил в форме сердца, сделан для приглашения на свальбу. Lynrd's Innards/Groovie Ghoulies/Slingshot Episode split |
| 2004 | 'Til Death do us Party | Springman Records | 7"     | Совместно с the Secretions.                                                                                       |

### Альбомы - сборники
- Tantrum - 1990 LP/CD
- Gabba Gabba Hey - 1991 CD
- Groin Thunder - 1992 CD
- Heide Sez - 1996 CD
- Team Mint - 1996 CD
- Back Asswards - 1996 CD
- More Bounce to the Ounce - 1997 CD
- The Last Great Thing You Did - 1997 CD
- Psycho Sisters - 1998 CD
- Forward Til Death - 1999 CD
- Built For Speed - 1999 CD
- Short Music For Short People - 1999 CD
- Runnin' On Fumes - 2000 CD
- Lookout! Freakout - 2000 CD
- 3 Chord Rocket Science - 2001 CD
- A Tribute to NOFX  - 2002 CD
- A Punk Tribute to AC/DC - 2002 CD
- Third Strike Punk Rock Strike Volume Three - 2002 CD
- A Fistful of Rock N Roll Vol. No. 10 - 2002 CD
- Pop Punk Loves You - 2002 CD
- The Rocky Horror Punk Rock Show - 2003 CD
- Punk Rock High School Int. - 2004 CD
- MolokoPlus No. 26 - 2004 CD
- Volume 4: Pop Punk - 2005 CD
- Backyard City Rockers 3 - 2005 CD